# Liste der denkmalgeschützten Objekte in Brand-Nagelberg
Die Liste der denkmalgeschützten Objekte in Brand-Nagelberg enthält die denkmalgeschützten, unbeweglichen Objekte der Gemeinde Brand-Nagelberg.

## Denkmäler
| Foto |                 | Denkmal                                                               | Standort                           | Beschreibung | Metadaten |
| ---- | --------------- | --------------------------------------------------------------------- | ---------------------------------- | --- | --- |
| ja   | Datei hochladen | Pfarrhof HERIS-ID: 29254 Objekt-ID: 25896                             | Brand 1 Standort KG: Brand         | Der um 1800 errichtete Pfarrhof wurde 1911 aufgestockt. Er hat ein Walmdach und eine durch rustizierte Lisenen gegliederte Fassade. | BDA-Hist.: Q37925401 Status: § 2a Stand der BDA-Liste: 2025-06-30 Name: Pfarrhof GstNr.: 2                                                                      |
| ja   | Datei hochladen | Kath. Pfarrkirche hl. Andreas HERIS-ID: 29255 Objekt-ID: 25897        | Standort KG: Brand                 | Die Saalkirche wurde von 1784 bis 1797 erbaut. Der Zwiebelhelm am Nordturm wurde 1909 verändert. Martin Johann Schmidt malte 1780 das Altarblatt am Hochaltar. Die Kreuzwegbilder aus dem Jahr 1837 stammen von Michael Reger. | BDA-Hist.: Q20738535 Status: § 2a Stand der BDA-Liste: 2025-06-30 Name: Kath. Pfarrkirche hl. Andreas GstNr.: 1 Saint Andrew Church (Brand bei Gmünd)           |
| ja   | Datei hochladen | Wohnhaus HERIS-ID: 29257 Objekt-ID: 25899                             | Steinbach 2 Standort KG: Steinbach | Das eingeschoßige Haus besitzt ein Fußmansardenwaldach und eine Putzfassade aus der ersten Hälfte des 19. Jahrhunderts. | BDA-Hist.: Q37925431 Status: § 2a Stand der BDA-Liste: 2025-06-30 Name: Wohnhaus GstNr.: 8/1 Wohnhaus Steinbach 2, Brand-Nagelberg                              |
| ja   | Datei hochladen | Ortskapelle Zum gekreuzigten Heiland HERIS-ID: 29256 Objekt-ID: 25898 | Standort KG: Steinbach             | Die Ortskapelle zum gekreuzigten Heiland wurde 1786 errichtet. Der innen flachgewölbte Bau mit gewölbter Halbkreisapsis, Dachreiter mit Zwiebelhelm und Rundbogenfenstern mit Steinlaibung verfügt innen über einen barocken Säulenaltar mit einem Altarblatt Schmerzhafte Mutter (bez. 1777), Seitenfiguren der hll. Katharina und Barbara aus der zweiten Hälfte des 18. Jahrhunderts sowie eine barocke Figur des hl. Johannes Nepomuk aus dem 18. Jahrhundert. | BDA-Hist.: Q37925419 Status: § 2a Stand der BDA-Liste: 2025-06-30 Name: Ortskapelle Zum gekreuzigten Heiland GstNr.: 128 Ortskapelle Steinbach, Brand-Nagelberg |